# Tanjung Paret
Tanjung Paret is een bestuurslaag in het regentschap Aceh Tamiang van de provincie Atjeh, Indonesië. Tanjung Paret telt 144 inwoners (volkstelling 2010).